# Жан Николе
Жан Николе дьо Белеборн (на френски: Jean Nicolet (Nicollet) de Belleborne) е френски търговски агент, пътешественик-изследовател.

## Биография
Роден около 1598 година в Шербур, Нормандия, Франция, в семейството на Томас Николе и Маргьорит де Ламер. През 1618 заминава за Канада и става чиновник в компания търгуваща с кожи. За да е полезен при търговията с кожи, изкупувани от индианците, е изпратен при алгонкините, които тогава живеят в района на река Отава, за да научи езика им. По време на пребиваването си там обхожда районите около Големите езера и прави няколко забележителни открития.
През 1634 г. открива протока Макинак и на запад от него езерото Мичиган (58 хил.км2). Плава на запад покрай северния бряг на езерото до дългия и тесен залив Грийн Бей (45°00′ с. ш. 87°30′ з. д. / 45° с. ш. 87.5° з. д.). Проследява го на югозапад до река Фокс, вливаща се в него от юг и се изкачва по нея до горното ѝ течение. От там се прехвърля през вододела и открива река Уисконсин. Спуска се по нея и открива горното течение на река Мисисипи (3950 км).

## Памет
Неговото име носят:
- град Николе (46°13′ с. ш. 72°37′ з. д. / 46.216667° с. ш. 72.616667° з. д.), в Канада, провинция Квебек;
- град Николе (44°17′ с. ш. 94°11′ з. д. / 44.283333° с. ш. 94.183333° з. д.), в САЩ, щата Минесота;
- училище „Жан Николе“, в град Глендейл, щата Уисконсин, САЩ.